# Fără Zahăr
Fără Zahăr este o trupă de muzică și umor, abordând mai multe genuri muzicale pe versuri comice, de satiră socială. Membrii ei fondatori sunt Bobi Dumitraș și Bobo Burlăcianu, originari din Dorohoi, jud. Botoșani.
În cântecele lor, formația combină caracteristicile de hip-hop, (Sandu, Lav-stori), folk, ("D'la munte", "O, cal frumos"), latino ("Stella"), punk rock (The MF Song, Zob da club) și metal (Dunitru, Diesel).

## Istoric
În anul 1995, Bobi îi propune lui Bobo să facă parte din trupa de umor a liceului la care învățau. Patrula Zero (4-0) scrie scheciuri umoristice cu ironii la adresa profesorilor, pe care le interpretează cu succes la balurile de boboci și de absolvire. Grupul activează până în anul 1997, când cea mai mare parte din componenți termină clasa a XII-a. Bobi și Bobo părăsesc orașul natal și se fac studenți în Iași.
Fără Zahăr se naște la 3 ianuarie 2001, la inițiativa lui Bobo. Bobi este cel care-i dă numele. Trupa își începe activitatea în Cenaclul Moldavia, cenaclul de muzică folk al Casei de Cultură a Studenților din Iași, unde are loc primul contact cu scena și publicul studențesc. În același timp, Fără Zahăr colaborează și cu Teatrul Ludic, participând la o serie de festivaluri naționale de satiră și umor.
În vara anului 2002, Fără Zahăr trimite câteva CD-uri demo la diferite case de producție din București. Demo-urile conțin 3 piese: Sandu, Stella și Hip-hop ș-așa, înregistrate într-o cameră de cămin din complexul Tudor Vladimirescu, cu un microfon de chat și un calculator 386.
În 2003, casa de discuri Zone Records acceptă să producă împreună cu trupa Fără Zahăr. În septembrie apare primul album, Episodu’ unu: Amenințarea faitonului. Înregistrările au loc în studioul Yama Studio din București. Tot acum apare primul videoclip, la piesa Sandu.
La începutul anului 2004 se filmează videoclipurile pieselor D’la sate și Hip-hop ș-așa. În toamnă începe colaborarea cu săptămânalul ieșean Suplimentul de cultură, unde Bobi scrie săptămânal câte un articol în rubrica Voi n-ați întrebat, Fără Zahăr vă răspunde.
În 2005, Fără Zahăr obține Discul de Aur pentru vânzările primului album și în toamnă apare cel de al doilea, Episodu’ 2 de la Dorohoi. Înregistrările au loc în studioul trupei Vița de Vie. Se filmează videoclipurile 4/69 și Cațaua.

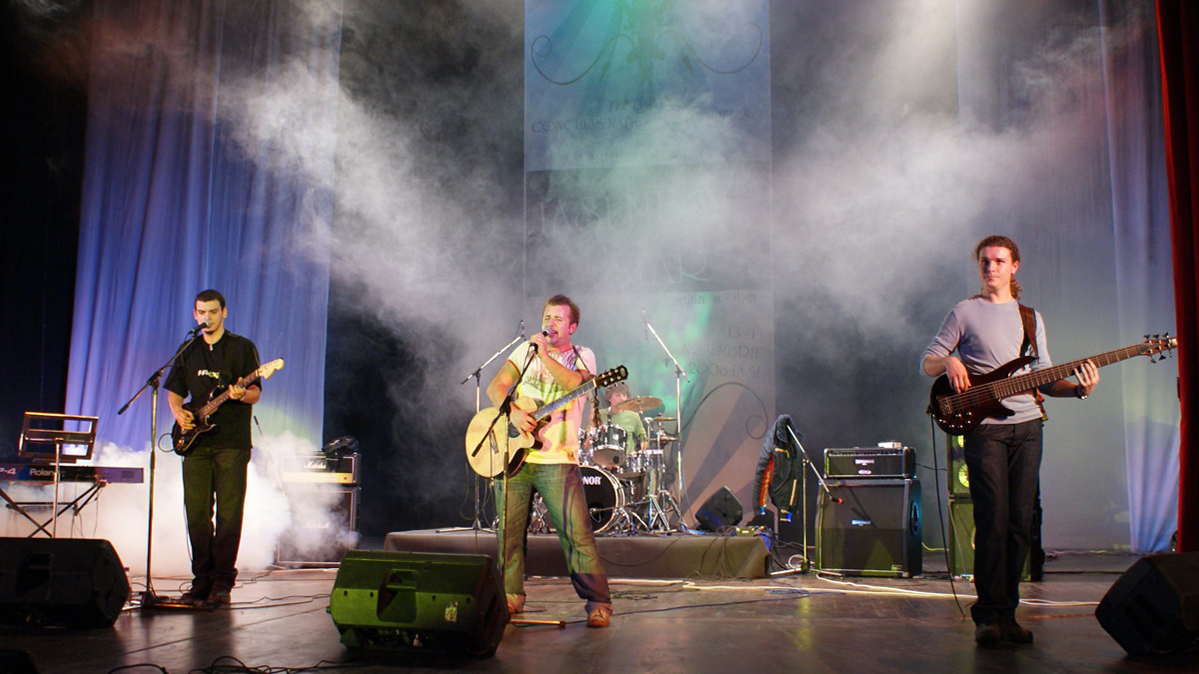
Fără Zahăr în concert la Iași, 2009

La începutul anului 2006, Zone Records este preluată de către Roton. În primăvară, Bobi și Bobo colaborează cu Pro TV, ca actori în emisiunea Noi nu suntem normali, a grupului Vacanța Mare. Apare cartea Voi n-ați întrebat, Fără Zahăr vă răspunde, la editura Polirom, cu articolele publicate în Suplimentul de cultură. Între timp, Fără Zahăr semnează un nou contract de producție cu Roton și încep înregistrările pentru cel de-al treilea album. Se naște o nouă formulă de concert Fără Zahăr, cu trupă live, împreună cu botoșănenii Dan Găină la chitară bas și Andrei Petrilă la baterie.
În 2007 apare primul videoclip Fără Zahăr animat, la piesa Lav stori.
În 2008 apare inevitabil albumul 3, Neamul lui Peneș Curcanul. La o serie de concerte apare un nou component la baterie, botoșăneanul Bărbuță. Dan și Andrei părăsesc trupa din motive personale, fiind înlocuiți de ieșenii George Maxim la chitară bas și Alex Neagu la baterie.
La începutul anului 2009, Bobo, ajutat de regizorul și prietenul Andrei Amărfoaie, regizează al doilea videoclip extras de pe albumul Neamul lui Peneș Curcanul, la piesa Dunitru. Videoclipul a fost produs de Cotnari, filmat la conacul și în cramele companiei, și îi are ca protagoniști pe luptătorii K1 Sebastian Ciobanu și Cătălin Moroșanu. În timpul campaniei electorale din toamnă, Fără Zahăr lansează single-ul 3PM.
În martie 2010, apare videoclipul 3PM, iar în toamnă single-ul Lugu lugu, urmat la scurt timp de parodia Ler de ler. În 2011 apare single-ul Cine mi-a-mpușcat maimuța, după care 2012 e marcat ca an de pauză în activitatea de creație a formației. Băieții își văd mai departe de concerte.
În 2013, odată cu încetarea contractului cu Roton și dobândirea statutului de independenți, Fără Zahăr lansează trei piese: The MF Song, împreună cu trupa Țapinarii, apoi Smile și Diesel. În 2014 băieții aduc un omagiu orașului lor natal, Dorohoi, prin piesa Joi, iar în 2015 apar piesele D'la munte și Mâinile sus. În 2016, Fără Zahăr reia colaborarea cu Țapinarii, lansând single-ul Născut liber, apoi piesele Trenu' de Ibiza și O, cal frumos!
În 2017, Fără Zahăr debutează în teatru, compunând muzica și versurile pentru un spectacol de teatru muzical, Familia Fără Zahăr, regizat de Radu Apostol, produs de Centrul Educațional Replika în colaborare cu Teatrul Mic București. Tot în acest an apare single-ul Kilobita mea.
În 2018, Bobi și Bobo scriu și regizează primul lor spectacol concert, Pisici, la Teatrul Municipal „Matei Vișniec” din Suceava. Pe final de an apare cântecul de iarnă Culcă-te gazdă.
În 2019 cei doi membri scriu și regizează al doilea spectacol concert, Orașul, la Teatrul Luceafărul din Iași. În același an lansează single-ul Amintire cu hamsii.
2020 este anul celui de-al patrulea album de studio al trupei, intitulat Comedie amăruie. Apare single-ul Fluier a pagubă .
Urmează spectacolele muzicale Metamorfoze la Teatrul de Nord din Satu Mare și Pisici 2, la Teatrul „Matei Vișniec” din Suceava, ambele având premiera în 2021. La sfârșitul anului se lansează piesele Nu deschid și Colind izolat.
În 2022, Fără Zahăr lansează single-ul Cântec dulce, apoi produce discul audio Pisici, cu muzica spectacolului omonim de la Teatrul "Matei Vișiniec" din Suceava. Tot acum apare un nou spectacol de teatru muzical, OAU, montat la Teatrul Tineretului din Piatra Neamț, după un text de Antoaneta Zaharia, pe versuri de Bobi Dumitraș, regizat de Bobo Burlăcianu și Cosmin Panaite.

### Componență
- Bobi Dumitraș (n. 1978, Dorohoi, județul Botoșani) - chitară acustică, voce;
- Bobo Burlăcianu (n. 1979, Dorohoi, județul Botoșani) - voce, chitară electrică;
- George Maxim (n. 1989, Iași) - chitară bas;
- Alex Neagu, (n. 1990, Iași) - baterie.

## Discografie
Episodu' unu: Amenințarea faitonului ( Zone Records / 2003 )
1. Sandu
2. Hip-hop ș-așa
3. Stella
4. Manea (grosu' ș-arțăgosu')
5. Ups, am înfundat din nou closetu'
6. Fără zahăr
7. D'la sate
8. Idila ghiocelului sălbatic
9. Hip-hop ș-așa zoomix

Episodu' 2 de la Dorohoi ( Zone Records / 2005 )
1. 4/69
2. Cățaua
3. Lasă-mă papa-n Italea
4. Manel di la Pomârla
5. Melodie cu beție
6. Să trăiți! (bine)
7. Dor di tini
8. Stella reloaded
9. Zob da' club
10. Doina vacii

Neamul lui Peneș Curcanul ( Roton / 2008 )
1. 2r2rik
2. Ali Luia (declarație de avere)
3. Colinda fără zahăr
4. Despre starea națiunii
5. Dunitru
6. Erată (s-avem pardon)
7. Hai, iubito! (euroversion)
8. Hai, iubito!
9. Lav stori (radio edit)
10. Lav stori
11. Legenda căprii
12. Neamul lui Peneș Curcanul

Comedie amăruie ( Fără Zahăr / 2020 )
1. Joi
2. Mâinile sus
3. Diesel
4. Smile
5. D'la munte
6. O, cal frumos!
7. Trenu' de Ibiza (live)
8. Kilobita mea
9. Amintire cu hamsii
10. Nu mă mai iubești
11. Te iubesc
12. Frumoasă
13. The MF song
14. Născut liber
15. Vaca mea
16. Fluier a pagubă
17. Numai suc
18. tmd
19. Mâța lui Tom
20. Beiu
21. Taranca
22. Comedie amăruie
23. Culcă-te gazdă (live)

Altceva:
1. Cântec dulce (2022)
2. Lupii sunt aproape (2022)
3. Albe nevralgii (2024)

## Videoclipuri
- Sandu (2003, r. Tudor Grămescu)
- D'la sate (2004, r. Tudor Grămescu)
- Hip-hop ș-așa (2004, r. Tudor Grămescu)
- 4 din 69 (2005, r. Tudor Grămescu)
- Cațaua (2005, r. Tudor Grămescu)
- Lav stori (2007, r. Tudor Avrămuț)
- Dunitru (2009, r. Andrei Amărfoaie, Bogdan Burlăcianu)
- 3PM (2010, r. Tudor Codreanu)
- The MF Song (2013, Fără Zahăr și Țapinarii)
- Diesel (2013, r. Bobi Dumitraș)
- D'la munte (2015, r. Bobi Dumitraș)
- Mâinile sus (2015, r. Bobi Dumitraș)
- Născut liber (2016, Fără Zahăr și Țapinarii)
- O, cal frumos! (2016, r. Bobi Dumitraș)
- Kilobita mea (2017, r. Bobi Dumitraș)
- Amintire cu hamsii (2019, r. Bobi Dumitraș)
- Fluier a pagubă (2020, r. Bobi Dumitraș)
- Cântec dulce (2022, r. Bobi Dumitraș)